# Aserbaidschanischer Fußballpokal 2008/09
Der Aserbaidschanischer Fußballpokal 2008/09 war die 17. Austragung des Pokalwettbewerbs im Fußball in Aserbaidschan. Pokalsieger wurde der FK Qarabağ Ağdam, der sich im Finale gegen İnter Baku mit 1:0 durchsetzte. Durch den Sieg qualifizierte sich Qarabağ für die 2. Qualifikationsrunde der UEFA Europa League 2009/10.

## Modus
Bis zum Halbfinale wurden die Sieger in Hin- und Rückspiel ermittelt. Bei Torgleichstand in beiden Spielen zählte zunächst die größere Zahl der auswärts erzielten Tore; gab es auch hierbei einen Gleichstand, wurde das Rückspiel verlängert und ggf. ein Elfmeterschießen zur Entscheidung ausgetragen.

## Teilnehmer
| Premyer Liqası (14)                                                         | Premyer Liqası (14)                                                                  | Premyer Liqası (14)                                                         | Birinci Divizionu (4)                                                          |
| --------------------------------------------------------------------------- | ------------------------------------------------------------------------------------ | --------------------------------------------------------------------------- | ------------------------------------------------------------------------------ |
| - FK Baku - Bakılı Baku PFK - İnter Baku - FK Karvan Yevlax - MOİK Baku PFK | - FK Muğan Salyan - Neftçi Baku PFK - FK Olimpik Baku - FK Qarabağ Ağdam - FK Qəbələ | - PFK Simurq Zaqatala - Standard Baku - PFK Turan Tovuz - FK Xəzər Lənkəran | - ABN Bərdə - ANŞAD-Petrol Neftçala - FK Qafqaz Universiteti - FK Spartak Quba |

## Qualifikation
Teilnehmer: Vier Zweitligisten.
| Datum             |                            | Gesamt |                             | Hinspiel | Rückspiel |
| ----------------- | -------------------------- | ------ | --------------------------- | -------- | --------- |
| 27.09./24.09.2008 | ABN Bərdə (II)             | 2:3    | FK Spartak Quba (I)         | 0:3      | 2:0       |
| 17.09./24.09.2008 | ANŞAD-Petrol Neftçala (II) | 1:2    | FK Qafqaz Universiteti (II) | 1:0      | 0:2       |

## Achtelfinale
Teilnehmer: Die zwei Sieger der Qualifikationsrunde und alle vierzehn Erstligisten.
| Datum             |                         | Gesamt |                             | Hinspiel | Rückspiel |
| ----------------- | ----------------------- | ------ | --------------------------- | -------- | --------- |
| 29.10./05.11.2008 | FK Qəbələ (I)           | 4:2    | PFK Turan Tovuz (I)         | 2:1      | 2:1       |
| 29.10./05.11.2008 | Neftçi Baku PFK (I)     | 5:1    | MOİK Baku PFK (I)           | 2:0      | 3:1       |
| 29.10./06.11.2008 | İnter Baku (I)          | 4:3    | Standard Baku (I)           | 2:2      | 2:1       |
| 30.10./05.11.2008 | FK Qarabağ Ağdam (I)    | 3:0    | Bakılı Baku PFK (I)         | 3:0      | 0:0       |
| 30.10./05.11.2008 | PFK Simurq Zaqatala (I) | 15:10  | FK Spartak Quba (II)        | 7:1      | 8:0       |
| 30.10./05.11.2008 | FK Olimpik Baku (I)     | 2:0    | FK Karvan Yevlax (I)        | 1:0      | 1:0       |
| 30.10./06.11.2008 | FK Xəzər Lənkəran (I)   | 6:0    | FK Muğan Salyan (I)         | 3:0      | 3:0       |
| 30.10./06.11.2008 | FK Baku (I)             | 13:00  | FK Qafqaz Universiteti (II) | 10:00    | 3:0       |

## Viertelfinale
| Datum             |                       | Gesamt |                         | Hinspiel | Rückspiel |
| ----------------- | --------------------- | ------ | ----------------------- | -------- | --------- |
| 25.02./11.03.2009 | İnter Baku (I)        | 3:2    | PFK Simurq Zaqatala (I) | 2:0      | 1:2       |
| 25.02./11.03.2009 | FK Qəbələ (I)         | 2:1    | FK Olimpik Baku (I)     | 1:1      | 1:0       |
| 25.02./11.03.2009 | FK Xəzər Lənkəran (I) | 2:3    | FK Baku (I)             | 0:1      | 2:2       |
| 25.02./11.03.2009 | FK Qarabağ Ağdam (I)  | 1:0    | Neftçi Baku PFK (I)     | 1:0      | 0:0       |

## Halbfinale
| Datum             |                | Gesamt |                      | Hinspiel | Rückspiel |
| ----------------- | -------------- | ------ | -------------------- | -------- | --------- |
| 29.04./06.05.2008 | İnter Baku (I) | 5:2    | FK Qəbələ (I)        | 5:0      | 0:2       |
| 29.04./06.05.2008 | FK Baku (I)    | 2:4    | FK Qarabağ Ağdam (I) | 1:2      | 1:2       |

## Finale
| Paarung   | İnter Baku – FK Qarabağ Ağdam         |
| Ergebnis  | 0:1 (0:0)                             |
| Datum     | 23. Mai 2009                          |
| Stadion   | Tofiq-Bəhramov-Stadion, Baku          |
| Zuschauer | 5.500                                 |
| Tore      | 0:1 Vaqif Cavadov (57., Foulelfmeter) |